# Stade d’Abidjan
Stade Abidżan – klub piłkarski z Wybrzeża Kości Słoniowej, grający obecnie w pierwszej lidze, mający siedzibę w mieście Abidżan, największym mieście kraju.

## Historia
Klub został założony w 1936 roku pod nazwą ASFI Abidjan. Następnie doszło do fuzji z PIC Abidjan i OC Abidjan, w wyniku czego nowy twór nazwano USF Abidjan. Obecna nazwa Stade Abidżan obowiązuje od 1959 roku.
Największe sukcesy zespół osiągał w latach 60. Wtedy też zdobył swoje wszystkie mistrzostwa kraju. W 1966 roku został zwycięzcą drugiej edycji Pucharu Mistrzów, gdy w finałowych meczach okazał się lepszy od malijskiego AS Real Bamako (1:3, 4:1). Swój ostatni sukces osiągnął w 1994 roku, gdy awansował do finału Pucharu Wybrzeża Kości Słoniowej.

## Sukcesy
- Mistrzostwo Wybrzeża Kości Słoniowej w piłce nożnej (6 razy): 1962, 1963, 1965, 1966, 1969, 2025
- Puchar Wybrzeża Kości Słoniowej (4 razy): 1971, 1976, 1984, 1994
- Coupe Houphouët-Boigny (1 raz): 1985
- Puchar Mistrzów (1 raz): 1966
- Puchar Mistrzów Afryki Zachodniej (1 raz): 1977